# Paspalum pulchellum
Paspalum pulchellum är en gräsart som beskrevs av Carl Sigismund Kunth. Paspalum pulchellum ingår i släktet tvillinghirser, och familjen gräs. Inga underarter finns listade i Catalogue of Life.